# Heinrich Kohl
Heinrich Kohl, né le 4 mai 1877 à Kreuznach et mort le 26 septembre 1914 à Moronvilliers, est un historien de l'architecture et archéologue allemand qui a travaillé et écrit sur le Proche-Orient.

## Biographie
Karl Gustav Heinrich Kohl fait ses études d'architecte aux universités techniques de Munich, Dresde et Berlin. Il obtient son diplôme final d'architecte en 1907. Il a étudié aussi l'archéologie à l'université de Fribourg-en-Brisgau (1904).
En 1902-1904, il fouille à Baalbek (Syrie) sous la direction d'Otto Puchstein et de Bruno Schulz (en). En 1905, il fouille des synagogues antiques en Galilée. À l'été 1907, avec Otto Puchstein et d'autres, il travaille à Hattusa, capitale des Hittites et, en novembre de la même année, il étudie les ruines du temple de Qasr al-Bint à Pétra.
Il est tué en Champagne au début de la Première Guerre mondiale.

## Publications
- Kasr Firaun in Petra, 1908.
- Boghasköi[1]. Die Bauwerke (avec Otto Puchstein et Daniel Krencker), 1912.
- Antike Synagogen in Galilaea (avec Carl Watzinger)[2], Osnabrück, O. Zeller, 1916 (réimpr. 1975). Publié par les soins de Carl Watzinger.
- Baalbek. Ergebnisse der Ausgrabungen und Untersuchungen in den Jahren 1898 bis 1905 (avec Bruno Schulz, Daniel Krencker, Otto Puchstein, Hermann Winnefeld), 1921.